# Ящишен Валерій Анатолійович
Ящишен Валерій Анатолійович (1 червня 1967) — український співак та композитор. Заслужений артист України.

## Біографія
Валерій Твін (справжнє ім'я — Валерій Ящишин) — український співак і композитор. Сьогодні його пісні звучать на багатьох радіостанціях країни. Він постійно гастролює по Україні та світу, співпрацює з вітчизняними та зарубіжними музичними агентствами. Музикант проживає в місті Києві, але часто приїжджає до Тернополя.
Валерій народився в невеликому містечку на Поділлі в родині службовців і музикантів. Вже з дитинства Валерій переймав практику свого дідуся, який був чудовим скрипалем, йому прищеплювалася любов до музики, краси та творчості. В юнацькі роки Валерій активно бере участь в різних конкурсах естрадної пісні, організовує шкільні ВІА, знаходить однодумців, вчиться грі на гітарі і займається співом. Пише різні мелодії і пісні, які виконує зі своїм колективом. Одна з перших пісень, яка була написана Валерієм в юнацькі роки, — пісня про «Перше кохання», з якою Валерій в майбутньому брав участь в популярних в той час телефестивалі «Марія», конкурсі «Радіо хіт парад 12-2» та інші.
1993 р. закінчує музичне училище по класу вокалу та отримує спеціальність співак артист ансамблю. 1993—2000 р. гастролі, концерти, записи, співпраця з друзями А.Вішко, І.Небесним, Ю.Маліборскім, А.Стадніцкім і багатьма іншими. Запис нових пісень, радіо ефіри. 2001 р. відправляється за кордон, подорожує, засвоює культурні цінності інших народів, а також знайомиться з канадською співачкою Анжелою Гебріел і його продюсером Л.Овсяніковим. Зароджується творчий тандем і дружба, записується кілька пісень в дуеті з Анжелою. «Кольорові ярмарки», «Швидше танцювати, пацани» і ін. 2003 Валерій організовує дует «Твінс», написанням музики якого в той час займаються його друзі А.Вішко, І.Небесний і він. 2004 р. випуск і презентація альбому «Доля моя». 2004—2007 р. дует «Твінс» отримує визнання. Його часто запрошують гостей на різні фестивалі і конкурси такі, як «Кращі з кращих», «Купальські зорі», «Зустріч друзів», «Міс Буковель», «Міс Волинь» та інші. Знайомство з метрами української естради, співпраця з поетами і музикантами. 2007 р. дует «Твінс» припиняє свою діяльність. Валерій починає сольну кар'єру, залишаючи за собою псевдонім Валерій Твін.
2008 р. записи нових пісень, випуск диска, радіо ефіри, запис на телевізійному каналі «М2 естрада», знайомство з поетесою українського походження Ел. Асоціація діячів естрадного мистецтва України м. Київ.

## Нагороди
Указом Президента України Петром Порошенком нагороджений званням «Заслужений артист України».